# 경회루
경회루(慶會樓)는 경복궁에 있는 누각으로, 조선시대에 연회를 하거나, 외국의 사신(나라의 명을 받고 다른 나라로 파견되는 신하)을 접견하던 곳으로, 지금의 청와대 영빈관에 해당된다. 1985년 1월 8일 대한민국의 국보 제224호로 지정되었다.

## 현지 안내문
경복궁 근정전 서북쪽 연못 안에 세운 경회루는, 나라에 경사가 있거나 사신이 왔을 때 연회를 베풀던 곳이다.
경복궁을 처음 지을 때의 경회루는 작은 규모였으나, 조선 태종 12년(1412)에 연못을 넓히면서 크게 다시 지었다. 그 후 임진왜란으로 불에 타 돌기둥만 남은 상태로 유지되어 오다가 270여 년이 지난 고종 4년(1867) 경복궁을 다시 지으면서 경회루도 다시 지었다. 연못 속에 잘 다듬은 긴 돌로 둑을 쌓아 네모 반듯한 섬을 만들고 그 안에 누각을 세웠으며, 돌다리 3개를 놓아 땅과 연결되도록 하였다.
앞면 7칸·옆면 5칸의 2층 건물로, 지붕은 옆면에서 볼 때 여덟 팔(八)자 모양을 한 팔작지붕이다. 지붕 처마를 받치기 위해 장식하여 만든 공포는 누각건물에서 많이 보이는 간결한 형태로 꾸몄다. 태종 때 처음 지어진 경회루는 성종 때 고쳐지으면서 누각의 돌기둥을 화려하게 용의 문양을 조각하였다고 전해지나, 임진왜란으로 소실된 이후 고종대에 다시 지으면서 지금과 같이 간결하게 바깥쪽에는 네모난 기둥을, 안쪽에는 둥근기둥을 세웠다. 1층 바닥에는 네모난 벽돌을 깔고 2층 바닥은 마루를 깔았는데, 마루의 높이를 3단으로 각각 달리하여 지위에 따라 맞는 자리에 앉도록 하였다.
경복궁 경회루는 우리 나라에서 단일 평면으로는 규모가 가장 큰 누각으로, 간결하면서도 호화롭게 장식한 조선 후기 누각건축의 특징을 잘 나타내고 있는 소중한 건축 문화재이다.

## 역사와 구조

### 임진왜란 이전
원래의 경회루는 경복궁 창건 당시 서쪽 습지에 연못을 파고 세운 작은 누각이었는데, 태종 12년(1412)에 연못을 넓히고 건물도 다시 크게 짓도록 명하여 공조판서 박자청(朴子靑)이 완성하였다. 초기의 모습은 《궁궐지》, 《태종실록》, 《신증동국여지승람》 등에서 전한다.:63-64
이후 성종 6년(1475)에 근정전, 광화문, 흥례문의 기와를 청기와로 덮으며 경회루도 증축한다. 연산군 대에는 경회루를 화려하게 치장했다가 중종이 기물들을 헐어냈다. 중종은 경복궁의 다른 건물들과 격이 맞도록 경회루에도 청기와를 올리려 했으나 신하들의 반대로 무산되었다.
임진왜란 전의 경회루는 유득공의 《춘성유기(春城遊記)》에 "남아 있는 경회루의 돌기둥은 그 높이가 세 길(10m)이나 되고 모두 마흔 여덟 개인데. . ."라고 기술되어 있는 것으로 보아 흥선대원군 때 다시 지은 경회루와 같은 규모인 정면 7칸, 측면 5칸의 건물이었을 것으로 추정된다. 또한 3층 구조에 높이는 100척에 48개의 돌기둥에 승천하는 용들이 조각되어 있었다고 한다. 《용재총화》에서는 류큐국의 사신이 조선의 세 가지 장관 중에 하나로 경회루 돌기둥을 꼽으면서 이르기를 ‘돌기둥에 가로세로 그림을 새겨 놓아서 용이 거꾸로 물 속에 그림자를 지어 푸른 물결과 붉은 연꽃 사이에 보이기도 하고 숨기도 하는’ 모습을 들었다고 적었다.:65 그러나 이는 고종 당시 중건할 때 반영되지 않는다.
방지 서쪽에 만세산(萬歲山)이 조성되어 전국의 화려한 꽃들을 심고 봉래궁(蓬萊宮), 일궁(日宮), 월궁(月宮), 벽운궁(碧雲宮) 등 상징적인 작은 모형궁을 만들고 금·은·비단으로 장식하였다고 한다. 또 연못 속에는 연꽃을 띄우고 산호(珊瑚)를 꽂아 놓고 황룡주(黃龍舟)란 유선(遊船)을 타고 왕이 만세산(萬歲山)을 왕래하였다. 때로는 금과 은으로 장식한 비단꽃과 동물 모양의 등을 물 위에 띄우고 촛불을 켜고 향을 피워 밤이 낮같이 밝을 정도로 장관을 이루었다고 한다.

### 임진왜란 이후
현재의 경회루는 선조 25년(1592) 임진왜란 때 불타서 돌기둥만 270여 년 남았던 것을 경복궁을 중창할 때 재건한 것으로, 고종 4년(1867) 4월 22일에 상량하였다. 재건 후 130여 년이 지난 1999년 지붕 일부를 해체 수리하였다.
새로 지은 건물로서 경복궁의 편전(便殿)인 사정전과 천추전(千秋殿)의 서북방에 위치하고 있다. 경회루는 남북으로 113m, 동서로 128m가 되는 인공으로 만든 커다란 방형 연못 안 동쪽에 치우쳐 있는 네모난 섬 위에 지은 정면 7칸, 측면 5칸 규모의 2층 누각 건물이다. 건물 하층의 바닥은 네모난 전돌을, 상층 바닥은 장귀틀과 결합하는 동귀틀이 각 칸에 하나로 구성된 장판자를 깔았고, 동쪽과 서쪽에는 하층에서 상층에 오르내릴 수 있도록 계단을 두었다. 1층 천장, 2층 마루의 귀틀 밑부분은 소란우물천장을 꾸미고 화려하게 단청해 놓았다. 경회루 서쪽으로 있는 네모난 섬 두 개는 당주(當洲)이며, 이곳에는 소나무를 심었다.
경회루는 둘레를 장대석으로 축대를 쌓아 기단을 삼은 네모 반듯한 섬 위에 세워졌으며, 세 벌로 조성된 돌다리를 통하여 연결되는데, 남쪽의 것이 임금을 위한 다리다. 다리의 돌난간과 네 귀는 짐승 모양의 조각으로 장식되었고, 섬을 이루는 돌 기단 둘레에도 돌난간이 둘러있고, 모퉁이마다 돌로 조각한 12지상으로 장식되어 있다. 돌난간은 하엽동자(荷葉童子)와 팔각의 돌란대로 구성되었다. 기단의 서쪽으로는 계단을 두어 연못에서 배를 탈 수 있도록 하였다. 연못 둘레에는 석연지, 연화대 등의 석조물과 이무기 형상을 새긴 석루조가 있고 경회루 난간과 돌다리 기둥에는 여러 가지 형상의 짐승들이 조각되어 있다.

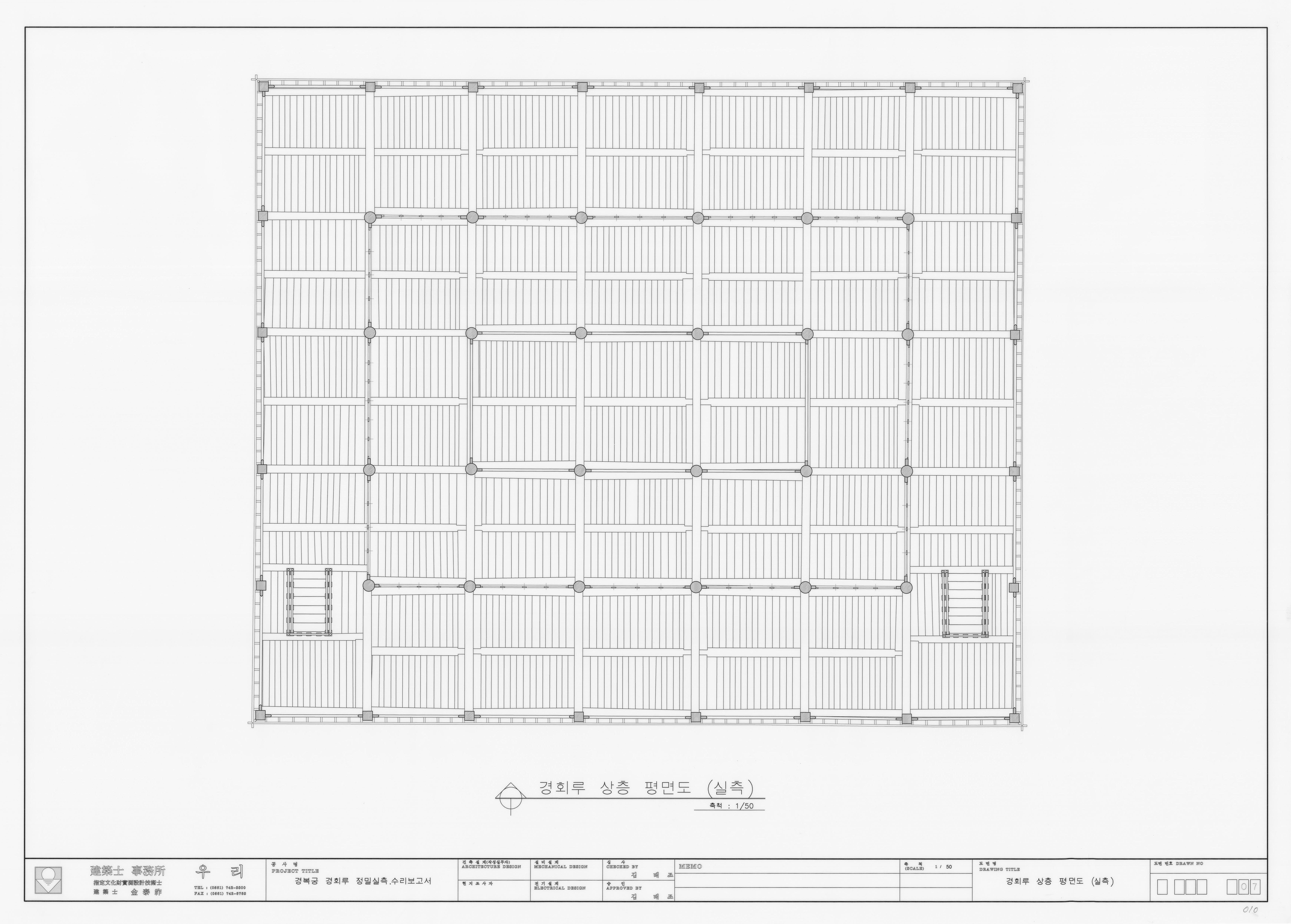
경회루의 2층은 바깥부터 외진-내진-내내진의 3중 구조를 지닌다.

현재의 경회루 1층 부분은 민흘림을 한 높은 사각 돌기둥이 외부 둘레에, 원형의 돌기둥이 내부에 배열되어 있고, 2층 부분은 나무기둥으로 조영되어 있다. 1·2층 바닥에는 모두 건물 공간 사용의 위계를 표시하기 위해, 바깥보다 안쪽의 바닥을 조금씩 높였고, 2층에서는 중앙부분의 바닥을 더 높여서, 외진(外陳)-내진(內陣)-내내진(內內陣)을 형성했다. 2층의 세 공간 사이에는 분합문을 달아 공간의 위계를 명확히 했고, 필요에 따라 들어올려 하나의 공간으로 사용토록 했으며, 상부에는 광창을 달았다. 현재 내진과 내내진 사이에 문은 없고, 문선만 있다. 2층 둘레로는 계자난간을 설치했고, 기둥과 창방 아래 부분에는 당초문의 화려한 낙양각을 달았다. 이 곳 2층에서는 북쪽으로 백악, 서쪽으로 인왕, 남쪽으로 남산을 멀리 볼 수 있어서 이 곳이 자연과 함께 하며 연회를 했던 곳임을 알 수 있다.
2층 상부의 가구(架構)형식은 11량 구조로 복잡하게 구성되었지만, 치밀하고 합리적으로 결구되어 있다. 공포는 출목이 없는 이익공이고, 기둥 사이에는 화반을 얹어서 하중을 균등하게 분포시켰다. 처마는 겹처마이고 지붕은 팔작지붕으로 내부 공간의 규모에 비해 매우 거대하다. 팔작지붕의 내림마루·추녀마루·용마루는 모두 회반죽을 바른 양성을 하였는데, 용마루 양끝에는 취두를, 내림마루와 추녀마루가 만나는 부분에는 용두를, 추녀마루 위에는 용두와 잡상을 배열하였다. 사래 끝에는 토수를 설치했으며, 지붕 합각면에는 풍판과 쫄대를 사용하여 판벽을 구성하였다.

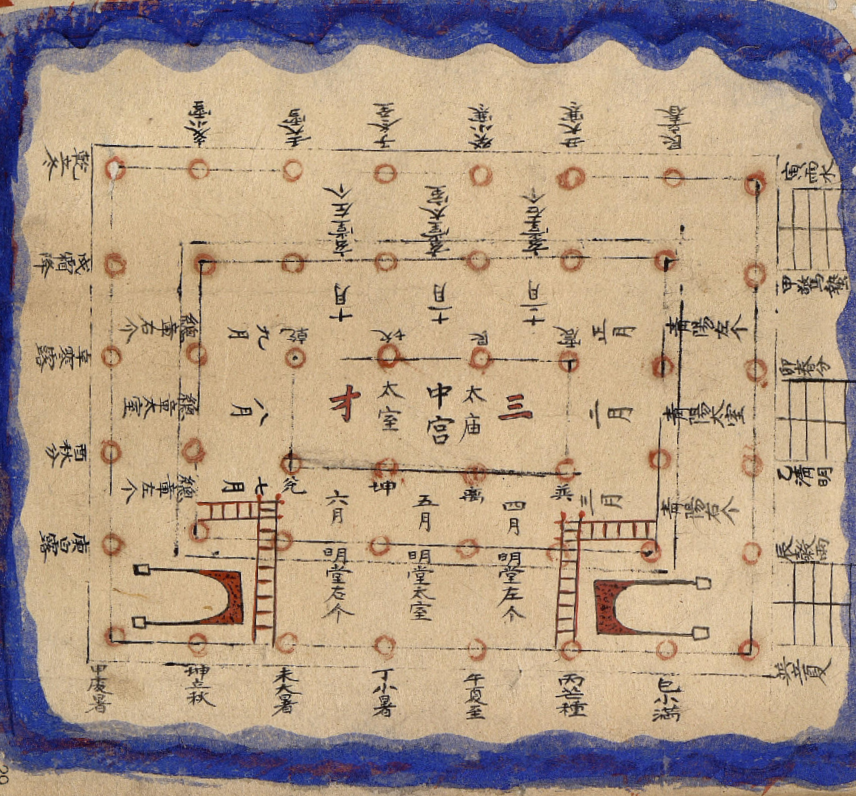
《경회루전도》에 나타난 경회루의 구조. 삼재의 구주와 십이지상의 위치가 드러난다.

고종 때 재건된 경회루는 당시 유가(儒家)의 세계관이 반영되어 건설되었는데, 그 내용은 정학순(丁學洵)이 경복궁 중건 후인 1865년에 쓴 《경회루전도(慶會樓全圖)》에 나타나 있다. 1층 내부 기둥을 원기둥, 외부 기둥을 사각기둥으로 한 것은 천원지방(天圓地方) 사상을 나타낸다. 2층 기둥은 외진주만 사각기둥이고, 내진주는 모두 원기둥이다. 외진-내진-내내진 3겹으로 구성된 2층 평면의 제일 안인 내내진은 세 칸으로 이루어져 천·지·인(天地人) 삼재(三才)를 상징하고, 이 세 칸을 둘러싼 여덟 기둥은 천지 만물이 생성되는 기본인 《주역(周易)》의 팔괘(八卦)를 상징한다. 제일 안 세 칸을 둘러싼 다음 겹인 내진은 12칸인데 1년 12달을 상징하고, 매 칸마다 네 짝씩 16칸에 달린 64문짝은 64괘를 상징한다. 가장 바깥을 둘러싼 24기둥은 1년 24절기와 24방(方)을 상징한다. 이와 같이 경회루는 당시 유가의 세계관을 건축 형식으로 만들어낸 것이다.
경회루에는 불을 잡아먹는 짐승인 불가사리 둘을 금속으로 제작하여 연못 속에 넣어 화기(火氣)를 막으려고 했다는 것을 정학순은 기록하였는데, 이 상징물 하나가 최근 경회루 방형 연못을 청소하면서 나왔다. 방형 연못 서북쪽으로 돌기둥 두 개가 물 속에 담겨 있는 육각형 평면의 하향정(荷香亭)은 이승만 대통령이 낚시를 즐기기 위해 지은 정자이다.

## 평가
경회루는 단일 평면으로는 대한민국에서 가장 규모가 큰 누각건물이다. 이와 같이 거대한 규모의 건물을 물 속에 인공으로 조성한 섬에 세웠으면서도 그 기초를 견고히 하여 건물이 잘 견디게 처리한 점, 거대한 건물을 이익공의 간결한 법식으로 처리하면서도 왕실의 연회장소로 합당하게 잘 치장한 점, 2층 누에서 주변 경관으로 인왕산·북악산·남산을 한눈에 바라볼 수 있게 처리한 점, 1층 건물 주변을 돌며 연못의 물과 섬을 바라보며 감상토록 한 점 등은 높은 평가를 받는다.

## 사진

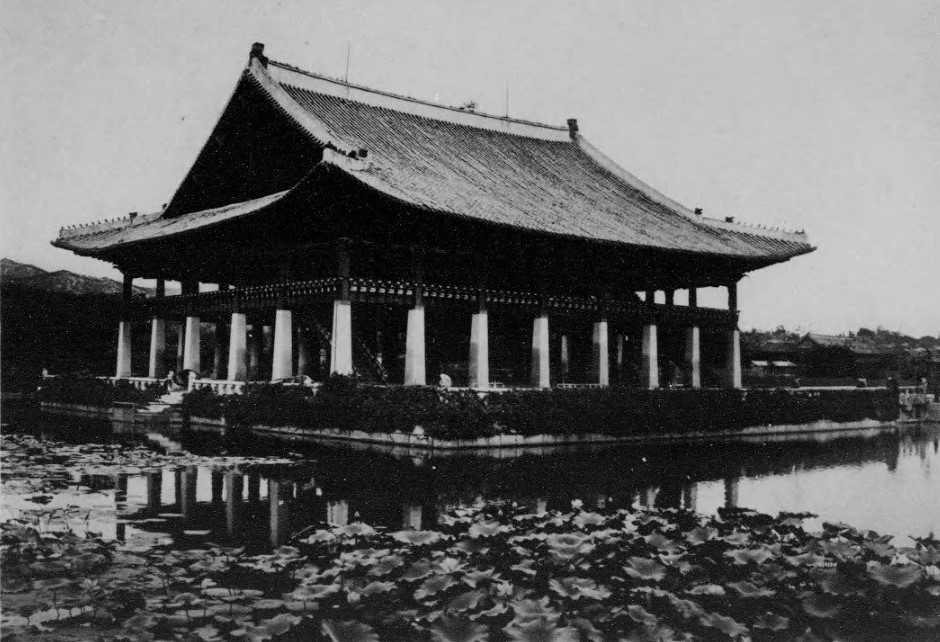
1921년
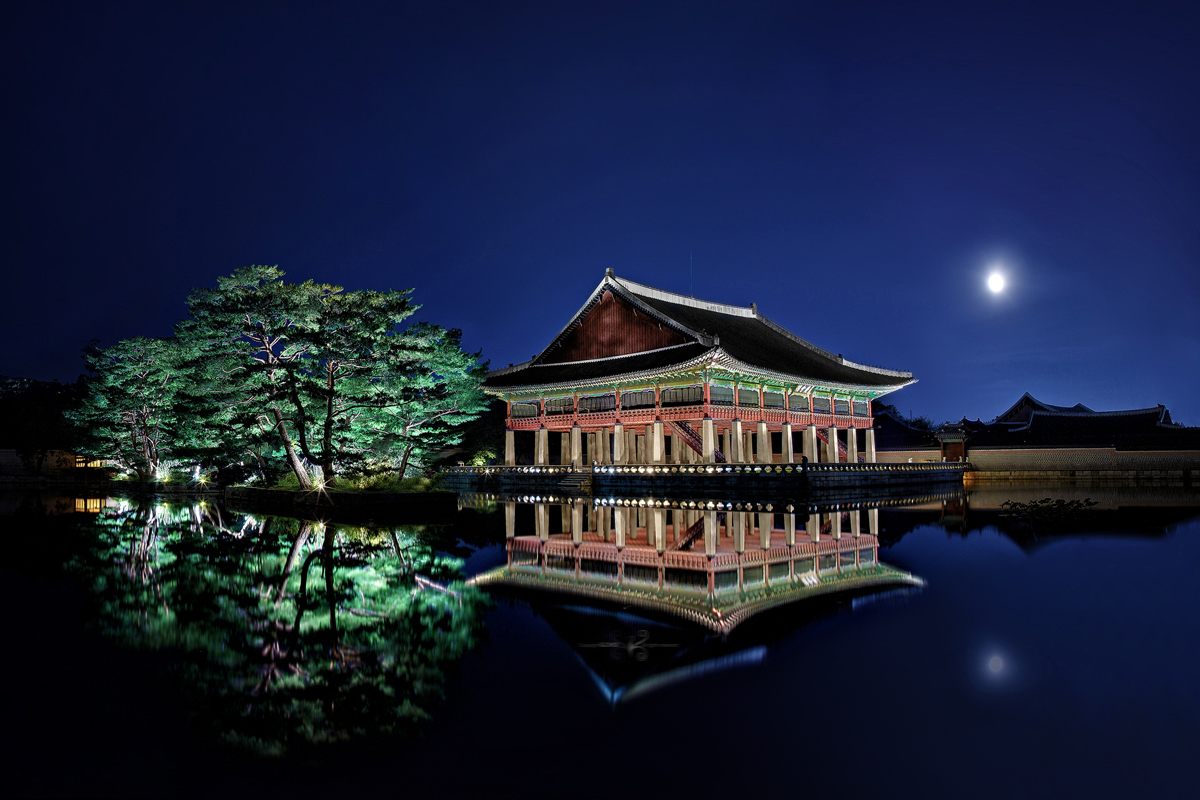
2012년
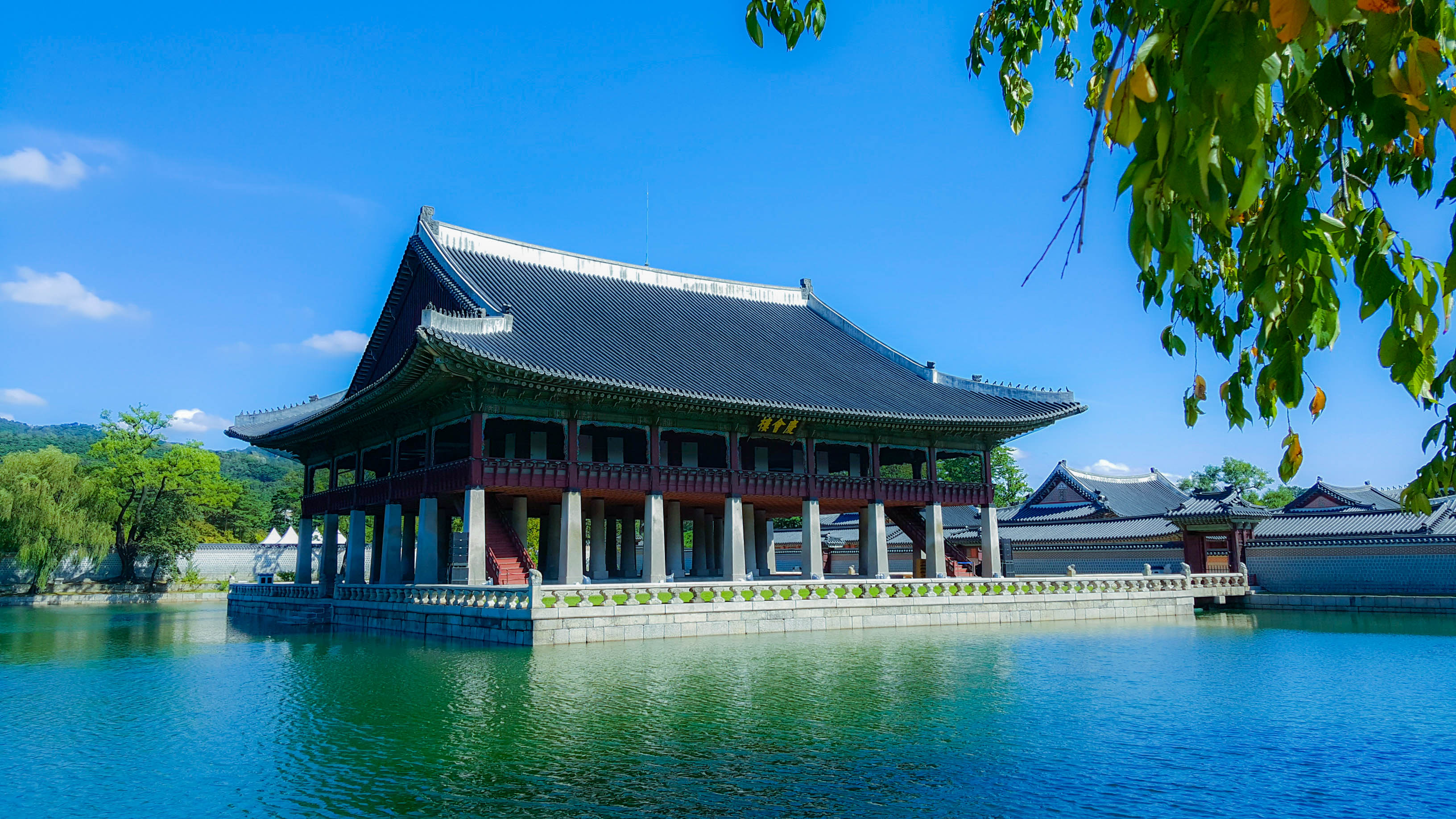
2016년

### 주해
1. ↑  조선시대 1척은 세종 시기 이후로 31.22 cm이므로 100척은 31.2m이다.

## 참고 문헌
- 본 문서에는 서울특별시에서 지식공유 프로젝트를 통해 퍼블릭 도메인으로 공개한 저작물을 기초로 작성된 내용이 포함되어 있습니다.
- 이 문서에는 다음커뮤니케이션(현 카카오)에서 GFDL 또는 CC-SA 라이선스로 배포한 글로벌 세계대백과사전의 "경회루" 항목을 기초로 작성된 글이 포함되어 있습니다.

## 같이 보기
- 경복궁